# Caboclinho-do-iberá
O caboclinho-do-iberá (Sporophila iberaensis) é uma espécie de ave da família Thraupidae, anteriormente incluída na família dos pardais americanos (Emberizidae). Estas espécies de aves são mais comumente encontradas nos Estados Unidos da América e na Argentina, foi descrito em 2016.